# Shuswap
Shuswap (Secwepemc), pleme Salishan Indijanaca duž rijeka Fraser, Thompson i Columbia u kanadskoj provinciji Britanska Kolumbija. Sami sebe Šusvapi su nazivali Sequa’pmug ili Suxwa’pmux čije značenje danas više nije poznato. 

## Jezik
Jezik shuswap član je porodice Salishan i ima dva dijalekta, zapadni i istočni; 500 govornika (1977 SIL) od 6,500 u etničkoj grupi (1990 M.D. Kinkade).

## Bande
Shuswapi se sastoje od sedam glavnih skupina, od kojih se razvilo desetak suvremenih bandi. 
- Setlemuk (Se'tLmux), Setlomuk (Set'Lomux) ili Canyon Shuswap.[1] Imali su 4 bande: Riskie Creek (Pek), North Cañon (Snhahalaus), South Cañon (Snhahelaus), Chilcotin Mouth (Tekhoilups).[2]
- Skstellnemuk (Sxstê'llnEmux), ili Shuswap Lake. South Thompson (Halaut), Adams Lake, Shuswap Lake (Kwaut), Spallumcheen (Spelemtcin), Arrow Lake.
- Stietamuk (Stie'tamux, Styétemx), ili Lake Shuswap.[3] Imali su 3 bande: Lake la Hache (Hatlinten ili Hallinten), Canim Lake (Tskasken) i Green Timber (Pelstsokomus).
- Stkamlulepsemuk (Stkamlu'lEpsEmux), Sekwapmukoe (Sexwapmux'o'e), ili Kamloops Shuswap. Imali su dva sela: Savona ili Deadman's Creek (Sketskitcesten ili Stskitcesten) i Kamloops (Stkamluleps).
- Stlemhulehamuk (SLEmxu'lExamux), Slemxu’lexamux ili Fraser River Shuswap. Imali su 10 sela: Soda Creek (Hatsu'thl ili Ha'tsu'thl), Buckskin Creek (Tcukkehwank), Williams Lake ili Sugar Cane (Pethltcoktcitcen), Alkali Lake (Skat; Esketemc), Dog Creek (Ratltem ili Ratlt; Xatl’tem), Canoe Creek (Teawak; Stwecem’c), Empire Valley (Tcekweptem ili Tcekiuptem), Big Bar (Stekauz), High Bar (Thlenthlenaiten), Clinton (Pethlteket).
- Tekkakalt (Tqéqeltkemx, Texqa'kallt) ili Tekkekaltemuk (Texqê'kalltemux), ili North Thompson Shuswap, danas poznati kao Simpcw /=“People of the North Thompson River”./.[3]  Imali su 3 bande: Upper Thompson (Pesskalalten), Lower North Thompson (Tcoktcekwallk) i Kinbaskets.
- Zaktcinemuk (Sexcinemx, Zaxtci'nEmux), ili Bonaparte Shuswap. Pavilion (Skwailak), Bonaparte River (Nhohieilten), Main Thompson.

Suvremene bande
- Esketemc ili Alkali Lake Indian Band, Alkali. Danas samostalni.
- Kenpesq't ili Shuswap. (SNTC)
- Llenlleney'ten ili High Bar Indian Band, Clinton. Danas samostalni.
- Neskonlith ili Neskonlith Indian Band, Chase. (SNTC)
- Pelltiq't ili *Whispering Pines Indian Band, (Clinton Indian Band), Kamloops. (SNTC)
- Quaaout ili Little Shuswap Indian Band, Chase. (SNTC)
- Sexqeltqin ili Adams Lake Indian Band. Središte: Chase. Shuswap Nation Tribal Council (SNTC)
- Simpcw ili North Thompson Indian Band, Barriere (SNTC)
- Skeetchestn ili Skeetchestn Indian Band, Savona. (SNTC)
- Splats'in ili Spallumcheen Indian Band, Enderby. (SNTC)
- Stswecem'c/Xgat'tem ili Canoe Creek, Dog Creek (Xgat'tem). (NSTC)
- St'uxwtews ili Bonaparte Indian Band, Cache Creek. (SNTC)
- T’exelc ili Williams Lake, Sugarcane. (NSTC)
- Tk'emlups ili Kamloops Indian Band, Kamloops. (SNTC)
- Ts'kw'aylaxw ili Pavilion Indian Band, Lillooet. Danas samostalni.
- Tsq'escen' Canim Lake Band, Canim Lake. Northern Shuswap Tribal Council (NSTC)
- Xats’ull ili Soda Creek Indian Band; 'Cm'etem' (Deep Creek); Williams Lake. (NSTC)

## Etnografija i povijest
Šusvapi nastanjuju krajnji sjever kulturnog područja platoa. Lov (jelen), ribolov (losos) i kopanje korijenja (vodeni ljiljan i camas) glavni su načini pribavljanja hrane. Riba i korijenje navedenog samoniklog bilja koje se pribavlja u što većim količinama na osobit način se suši i sprema za zimu. Kuće se grade na dva načina. To su tople polupodzemne nastambe od drvenog kostura, prekrivene zemljom i uobičajene kod Interior Salisha. Druga vrsta su privremene ljetne nastambe od hasura, također s drvenim kosturom. Kuće za znojenje ili parno kupanje prisutne su u svim šusvapskim logorima. 
materijalna kultura poznaje i vrsno košaraštvo, gradnju dugout-kanua, dubljenih u cedrovim deblima, koji im služe za plovidbu rijekama. nadalje izradu štitnika od tvrde kože ili drvenih prutića koje nose u vrijeme ratnih pohoda. Luk i strijela, koplje, sjekira s kamenim sječivom i ratna kijača uobičajeno su oružje Šusvapa.
Plemenska organizacija je labava, bez centralnog autoriteta. Seoske poglavice su nasljedne, a narod podijeljen u tri klase: plemiće, puk i robove. ovi posljednji poglavito su ratni zarobljenici. Klanova nisu imali. Potlatch nije imao tako veliku važnost kao među obalnim plemenima, ali su postojale ceremonije vezane uz ženidbe, pogrebnih običaja i djevojačkoh puberteta. mrtve su sahranjivali u sjedečem položaju, osim u slučaju da smrt nastupi daleko od kuće. U tom slučaju pokojnik se zapali, a kosti pošalju kući na sahranu. Konje i pse pokojnika također su ubijali, dok bi njegove robove žive zakopali. Funeralije bi se nakon pokopa za obitelj ožalošćenih nastavljale još mjesecima. Ožalošćeni mogu i da budu opasni za ostatak zajednice, i može svatko da oboli na koga padne njihova sjenka.
U vrijeme menstrualnog perioda, 'nečiste'  žene su izolirali. Šusvap Indijanci, kao i Indijanci Ntlakyapamuk ili Thompson, imaju posebna vjerovanja o moćima blizanaca. prema škotskom antropologu James George Frazeru asociraju ih sa sivim medvjedom i nazivaju ih  'mladi sivi medvjedi' . Oni će za cijeli život ostati obdareni natprirodnim moćima. osobito su poznati po tome što mogu da donesu dobro ili loše vrijeme. Kišu mogu da proizvode sipanjem vode iz korpe ili da podignu vjetar bacanjem paperja po vrhovima omorikinih grana. Njihova religija je šamanizam, a svaki pojedinac vjeruje u duha neke životinje pod čijom se zaštitom nalazi. Šusvapi imaju i bogatu mitologiju a glavni junak ovih priča je kojot.

## Vanjske poveznice
- Secwepemc